# Nummer 1-hits in de Billboard Best Sellers Chart in 1957
Deze hits stonden in 1957 op nummer 1 in Billboards Best Sellers In Stores hitlijst.
| Datum        | Artiest             | Titel                          |
| ------------ | ------------------- | ------------------------------ |
| 5 januari    | Guy Mitchell        | Singing the blues              |
| 12 januari   | Guy Mitchell        | Singing the blues              |
| 19 januari   | Guy Mitchell        | Singing the blues              |
| 26 januari   | Guy Mitchell        | Singing the blues              |
| 2 februari   | Guy Mitchell        | Singing the blues              |
| 9 februari   | Elvis Presley       | Too much                       |
| 16 februari  | Elvis Presley       | Too much                       |
| 23 februari  | Elvis Presley       | Too much                       |
| 2 maart      | Tab Hunter          | Young love                     |
| 9 maart      | Tab Hunter          | Young love                     |
| 16 maart     | Tab Hunter          | Young love                     |
| 23 maart     | Tab Hunter          | Young love                     |
| 30 maart     | Buddy Knox          | Party doll                     |
| 6 april      | Perry Como          | Round and round                |
| 13 april     | Elvis Presley       | All shook up                   |
| 20 april     | Elvis Presley       | All shook up                   |
| 27 april     | Elvis Presley       | All shook up                   |
| 4 mei        | Elvis Presley       | All shook up                   |
| 11 mei       | Elvis Presley       | All shook up                   |
| 18 mei       | Elvis Presley       | All shook up                   |
| 25 mei       | Elvis Presley       | All shook up                   |
| 1 juni       | Elvis Presley       | All shook up                   |
| 8 juni       | Pat Boone           | Love letters in the sand       |
| 15 juni      | Pat Boone           | Love letters in the sand       |
| 22 juni      | Pat Boone           | Love letters in the sand       |
| 29 juni      | Pat Boone           | Love letters in the sand       |
| 6 juli       | Pat Boone           | Love letters in the sand       |
| 13 juli      | Elvis Presley       | (Let me be your) Teddy bear    |
| 20 juli      | Elvis Presley       | (Let me be your) Teddy bear    |
| 27 juli      | Elvis Presley       | (Let me be your) Teddy bear    |
| 3 augustus   | Elvis Presley       | (Let me be your) Teddy bear    |
| 10 augustus  | Elvis Presley       | (Let me be your) Teddy bear    |
| 17 augustus  | Elvis Presley       | (Let me be your) Teddy bear    |
| 24 augustus  | Elvis Presley       | (Let me be your) Teddy bear    |
| 31 augustus  | Debbie Reynolds     | Tammy                          |
| 7 september  | Debbie Reynolds     | Tammy                          |
| 14 september | Paul Anka           | Diana                          |
| 21 september | Debbie Reynolds     | Tammy                          |
| 28 september | The Crickets        | That'll be the day             |
| 5 oktober    | Jimmie Rodgers      | Honeycomb                      |
| 12 oktober   | Jimmie Rodgers      | Honeycomb                      |
| 19 oktober   | The Everly Brothers | Wake up little Susie           |
| 26 oktober   | Elvis Presley       | Jailhouse rock / Treat me nice |
| 2 november   | Elvis Presley       | Jailhouse rock / Treat me nice |
| 9 november   | Elvis Presley       | Jailhouse rock / Treat me nice |
| 16 november  | Elvis Presley       | Jailhouse rock / Treat me nice |
| 23 november  | Elvis Presley       | Jailhouse rock / Treat me nice |
| 30 november  | Elvis Presley       | Jailhouse rock / Treat me nice |
| 7 december   | Sam Cooke           | You send me                    |
| 14 december  | Sam Cooke           | You send me                    |
| 21 december  | Elvis Presley       | Jailhouse rock / Treat me nice |
| 28 december  | Pat Boone           | April love                     |

1940 ·
1941 · 
1942 ·
1943 ·
1944 ·
1945 ·
1946 ·
1947 ·
1948 ·
1949 ·
1950 ·
1951 ·
1952 ·
1953 ·
1954 ·
1955 ·
1956 ·
1957 ·
1958 ·
1959 ·
1960 ·
1961 ·
1962 ·
1963 ·
1964 ·
1965 ·
1966 ·
1967 ·
1968 ·
1969 ·
1970 ·
1971 ·
1972 ·
1973 ·
1974 ·
1975 ·
1976 ·
1977 ·
1978 ·
1979 ·
1980 ·
1981 ·
1982 ·
1983 ·
1984 ·
1985 ·
1986 ·
1987 ·
1988 ·
1989 ·
1990 ·
1991 ·
1992 ·
1993 ·
1994 ·
1995 ·
1996 ·
1997 ·
1998 ·
1999 ·
2000 ·
2001 ·
2002 ·
2003 ·
2004 ·
2005 ·
2006 ·
2007 ·
2008 ·
2009 ·
2010 ·
2011 ·
2012 ·
2013 ·
2014 ·
2015 ·
2016 ·
2017 ·
2018 ·
2019 ·
2020 ·
2021 ·
2022 ·
2023
- Verenigd Koninkrijk
- Verenigde Staten (Best Sellers)